# Фантоцці бере реванш
«Фантоцці бере реванш» (італ. Fantozzi alla riscosa) — кінофільм 1990 року. Сиквел фільму Фантоцці йде на пенсію. Дітям рекомендується перегляд фільму спільно з батьками.

## Сюжет
Пенсіонера Фантоцці, що все життя працював бухгалтером, вибирають присяжним. За свою чесність він потрапляє у в'язницю і після виходу бере уроки у пана Хулігана. Після чого стає одним з найшанованіших та впливових людей. Але доля знову приготувала йому злий жарт…

## У ролях
- Паоло Вілладжо — Уго Фантоцці
- Мілена Вукотіч — Піна, дружина Фантоцці
- Жижи Редер — Філліні
- Плініо Фернандо — Маріанджелла, донька Фантоцці, внучка Фантоцці Угіна
- Анна Маццамауро — синьорина Сільвані
- Пол Мюллер — Мегадиректор
- П'єрфранческо Вілладжо — містер Хуліган

## Цікаві факти
- Доньку Фантоцці Маріанджеллу насправді грав коротун зі штучним носом.
- Згодом було знято три фильми-продовження про Уго Фантоцці.